# Jurij Matjašič
‎Jurij Matjašič, slovenski teolog in filozof, * 22. april 1808, Pacinj pri Ptuju, † 12. maj 1892, Maribor.
Na Visoki bogoslovni šoli v Mariboru je v letih 1859−1860 predaval dogmatično teologijo.